# 庞加莱-霍普夫定理
数学上，庞加莱-霍普夫(Poincaré-Hopf)定理(也称为庞加莱-霍普夫指标定理，庞加莱-霍普夫指标公式，或霍普夫指标定理)是微分拓扑的重要定理。
定理：令 M 为紧微分流形。令 v 为 M 上有孤立零点的向量场。若 M 有边界，则我们要求在边界上 v 指向边界的外法向。然后，我们有如下公式
{\displaystyle \sum _{i}\mathrm {index} _{v}(x_{i})=\chi (M)\,}
其中，求和取遍 v 的孤立零点而 {\displaystyle \chi (M)} 是 M 的欧拉示性数。
定理由庞加莱在二维的情况证明，而后由霍普夫推广到高维。